# Cervera
Cervera è un comune spagnolo di 9 390 abitanti situato nella comunità autonoma della Catalogna.
È una piccola città d'arte dell'altipiano centrale catalano, capitale della comarca La Segarra ed è posta sulla cima di un colle alto 548 metri s.l.m. dominante il fiume Ondara.

## Storia
Ha origini medioevali quando il territorio venne a trovarsi ai confini fra la zona occupata dai Musulmani e quella occupata dai Cristiani.
Nel 1026 tre famiglie s'insediarono sul colle, e poco più tardi il conte di Barcellona Ramón Berenguer I riconobbe il possesso delle terre da loro occupate, e innalzò una fortezza (castrum Cervaria).
Il villaggio crebbe rapidamente, anche perché il confine fra Arabi e Cristiani si stabilizzò altrove.
Nel corso dell'XI secolo si costruì il Monasterio de San Pedro le Gros nei pressi del fiume, e anche questo contribuì alla crescita della città, crescita che continuò nei secoli successivi, e vennero concessi a Cervera alcuni privilegi.
Filippo V nel 1702 le concesse il titolo di città.
Durante la guerra di successione Cervera, che parteggiò per i Borboni, fu distrutta.
Terminata la guerra nel 1714 con la vittoria di Filippo V di Borbone, che aveva chiuso le sei università catalane a causa della rivolta della Catalogna favorevole al partito carlista, su istanza dei cerverini, aprì l'Università a Cervera in ringraziamento della fedeltà dimostrata.
Questa università, che per diverso tempo fu l'unica della Catalogna, ritornò poi a Barcellona nel 1842, però sia agli inizi della sua attività che in seguito fu determinante per lo sviluppo e il progresso anche economico della cittadina.
Nel 1860 giunse il collegamento ferroviario con la rete nazionale, e ciò favorì l'insediarsi di alcune industrie e di un importante commercio del vino prodotto nella comarca.
Un grave colpo l'inferse però, a partire dalla seconda metà del XIX secolo in Spagna ed anche in altri paesi d'Europa, la diffusione della fillossera, un insetto che causava danni gravissimi alla vite.
La crisi vinicola commerciale fu risolta soltanto nel 1919 con l'impianto di nuovi vitigni, innestati su ceppi provenienti dall'America, resistenti al fitomizo e con la costituzione del Sindicat Agricola.
La popolazione del comune è accentrata nel capoluogo e l'economia si basa sull'agricoltura, sul commercio e su una modesta industria. Gli amministratori della piccola città d'arte puntano anche su un'espansione del turismo culturale.

### Simboli
Il cervo è un'arma parlante ed è elemento caratteristico e tradizionale del paese.
Nel 2018 il comune ha adottato un nuovo stemma sostituendo quello in uso dal 1988, modificando lo stemma della famiglia Cervera (d'argento, al cervo di rosso) feudatari del castello di Cervera, e mantenendo il simbolo dei quattro pali che fa riferimento alla storica giurisdizione dei Conti di Barcellona.

Stemma di Cervera dal 2018
Stemma di Cervera (1988-2018)

## Monumenti e luoghi d'interesse
- Universitat edificio barocco costruito nel 1718-1740 per ospitare l'università.
- Museu Duran i Sanpere d'archeologia e di storia dell'università
- Museu del Plat i la Pagesa di vita contadina.
- Museu comarcal de Cervera
- Hospital de san Joan del XII secolo.
- Hospital de Casteltor del 1389.
- Sindicat opera di Cesar Martinell allievo di Gaudì, del XX secolo.
- Mura medievali delle quali resta una parte del secolo XIV.
- Casa Joan del XVI secolo.
- Casa Güell del 1918.
- Ajuntament dei secoli XVII-XVIII.
- Convent de San Augustì dei secoli XIV-XV.
- Santa Magdalena chiesa gotica del XIV secolo.
- Esglesia de Santa Maria chiesa gotica del XIII secolo restaurata nel XIX.
- Esglesia de Sant Antoni del XVIII secolo.
- Sant Pere el Gros chiesetta romanica del secolo XI.

### Dintorni
L'Ufficio turistico comunale suggerisce due percorsi d'interesse paesaggistico e artistico:
- Ruta de la Vall des Lobregòs lunga 70 km attraverso le terre che nel XII secolo furono di confine fra i Musulmani e i Cristiani. La valle con bei paesaggi naturali è costellata di paesi in posizioni strategiche con chiese romaniche.
- Ruta dels Castels de Segarra di 69 km. Attraversa paesi in belle posizioni con castelli medievali.

## Cultura

### Eventi
- La Passió, molto nota e partecipata, si svolge durante la Settimana Santa, e consiste nelle rappresentazioni sacre della passione di Gesù nel Teatro central, secondo la tradizione medievale, ma spesso con testi variati negli anni successivi e redatti da poeti e letterati locali. Questa consuetudine è diversa dalle celebrazioni della Settimana Santa che si svolgono generalmente in Spagna con processioni all'aperto integrate da scene della passione in piazze o in chiese. Risale al secolo XV quando si svolgeva in una chiesa. Sospesa nel periodo della guerra civile del 1936-39, fu ripresa con successo a guerra finita. La rappresentazione si ripete nel periodo precedente la Pasqua per 6 giorni in lingua catalana e per 3 giorni in spagnolo.
- Festa Mayor del Santissim Misteri si svolge dal 2 al 6 febbraio.
- Festa Mayor del Sant Crist dal 22 al 25 settembre.
- Aquelarre in agosto; dura tre giorni e rimpie le vie del centro storico di musica, di danze, di spettacoli, magia ed esoterismo.
- Cavalcata de Reis il 5 gennaio, giorno in cui viene rappresentato l'arrivo dei Re Magi seguiti da un corteo di carrozze che si snoda attraverso le strade del centro storico.
- Festival de musica d'estiu nella prima quindicina di agosto.
- Ciclo di concerti di Natale fra Natale e Capodanno
- Ciclo di concerti di primavera, Festa Mayor de San Crist, Ball de la Polla e le Fire, cioè le fiere di San Isidre il 15 maggio e del Gran Boc.